# Phakellia connexiva
Phakellia connexiva är en svampdjursart som beskrevs av Ridley och Arthur Dendy 1887. Phakellia connexiva ingår i släktet Phakellia och familjen Axinellidae.
Artens utbredningsområde är havet utanför Brasilien. Inga underarter finns listade i Catalogue of Life.